# Gibson ES-335
La Gibson ES-335 és la primera guitarra elèctrica semi-sòlida comercialitzada en el món, llançada per Gibson Guitar Corporation en 1958. No és ni buida ni sòlida; perquè té un bloc de fusta sòlid que funciona a través del centre del seu cos, però els costats es troben forats en forma de "f", que es deriven de l'estil-violí

## Origen
Hi ha versions variades pel que fa a l'origen d'aquest model, ja que es deia que estava basat en el model experimental "The Log", que era simplement un bloc de fusta amb braç, pastilles, i els costats d'una guitarra del cos d'una "Epiphone archtop" cargolades. Aquest va ser el model bàsic per a crear la primera guitarra elèctrica de cos sòlid de la marca Gibson (per a competir amb la naixent Fender Telecaster), la futura Les Paul.
Abans de 1958 Gibson feia alguns models del cos sòlid, els avantatges del qual eren la reducció dels acobles i un millor sustain, però mancaven d'un so més càlid en comparança a les guitarres semi-acústiques de cos sòlid. Llavors l'ES-335 és un intent per crear una guitarra amb menys acobles i alhora, càlid so i bon sustain.
Les ES-335 i altres guitarres cos semi-sòlid tenen una mica distintiu: un so "arbrat", més suau que el so de guitarres de cos sòlid, a causa de la seua flexibilitat sònica. És potser la guitarra més versàtil del mercat, ja que combina el millor de les guitarres de Jazz de caixa buida i les guitarres de rock de cos massís.

## Models i Variacions

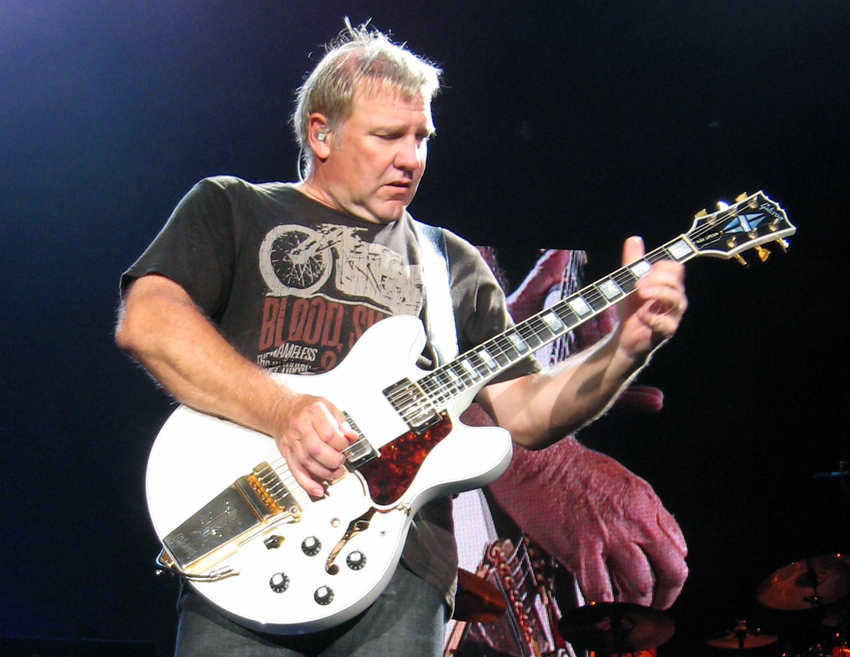
Alex Lifeson de Rush i la seua Gibson ES-335

Les 335 eren un senyal important en tecnologia elèctrica de l'instrument. El disseny innovador del cos va ser complementat per un coll prim, còmode amb un accés excel·lent als trasts superiors. En un preu bàsic de $267.50 dòlars es va convertir en ràpidament un èxit, i ha estat en producció contínua des de 1958. Entre les variacions d'aquest model es trobava la Trini Lopez Standard, construïda entre 1964 i 1970 (que tenia forats en forma de diamants i no de f); l'ES-355, una semi-acústica construïda entre 1958 i 1982, disponible amb una unitat del trémolo de Vibrola o una unitat del trémolo de Bigsby i Varitone estèreos opcionals, aqueix model en particular era conegut com l'ES-355TD-SV; la Lucille (model especial de B. B. King, construïda sense forats en forma de f); a més de l'ES-345 i un sota elèctric amb la mateixa forma de l'ES-335, el Gibson EB-2. A més hi ha diversos models similars que ja han estat retirats del mercat però l'ES-345 està avui disponible com reedició, igual que la seua contrapart l'ES-355 (aquests dos són sovint confosos). Les variacions que avui no estan en el mercat són les ES-330, ES-333 i l'ES-347.
L'ES-330 té la particularitat que el seu cos és completament buit, a diferència de la resta dels models que tenen un bloc de fusta sòlid al mitjà. A més té pastilles P-90s, mentre que els altres tenen Humbuckers. El model d'Epiphone que més s'assimila a la 330 és la Casino, famosa per ser la favorita de John Lennon durant la seua etapa com Beatle i com solista.
Altra variació és la CS-336, una versió més menuda de l'ES-335. La part posterior i els costats d'aquesta guitarra es construeixen d'una peça única de caoba tallat i la grandària reduïda està més proper al d'una Gibson Les Paul, a més, també està disponible la CS-356 amb maquinari or-platejat.
Aquests models s'elogien perquè són d'alta qualitat, però els preus elevats han conduït a molta gent a cridar per a un model regular de la producció.
Gibson també fabrica una versió molt més econòmica, la subsidiària Epiphone té una guitarra similar a la 335, però de baix cost dita Dot (que refereix als seus marcadors del trast en forma de punt). Altres models d'Epiphone de l'estil 335 so la Sheraton, la Riviera, la Casino, i la Dot Studio.

## Usuaris de l'ES-335
Aquest tipus de guitarra semi-sòlida és usada per diversos músics, principalment de jazz, blues i rock and roll. Destaquen Nic Cester, B. B. King, Chuck Berry, George Harrison, Gustavo Cerati, Ritchie Blackmore, Carl Wilson, Eric Clapton, Alvin Lee, Dregen, Alex Lifeson, Tom Morello, Tord Lindman, Keith Richards, Larry Carlton, Eric Johnson, Noel Gallagher, Dolores O'Riordan, Jamie Cook, Daniel Kisser, Dave Grohl (amb un model customitzat pel mateix), Tom DeLonge, Slash o Jonny Buckland Dave Keuning de The Killers entre molts altres que han usat tant la 335 com les seues variacions. I en la pel·lícula "Retorn al Futur" Marty McFly usa una gibson similar a aquesta.